# Dingelstädt
Dingelstädt è una città con status di Landgemeinde di 11 044 abitanti della Turingia, in Germania. Appartiene al circondario dell'Eichsfeld.

## Storia
Il 1º gennaio 2019 vennero aggregato alla città di Dingelstädt i comuni di Helmsdorf, Kefferhausen, Kreuzebra e Silberhausen; contemporaneamente la città assunse lo status di Landgemeinde.